# Dolicheremaeus euaensis
Dolicheremaeus euaensis är en kvalsterart som beskrevs av Hammer 1973. Dolicheremaeus euaensis ingår i släktet Dolicheremaeus och familjen Tetracondylidae. Inga underarter finns listade i Catalogue of Life.